# 小脚裤

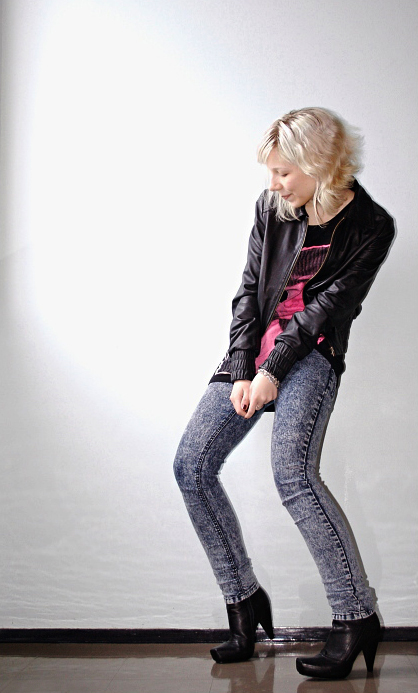
Slim-fit pants, skinny jeans, pegs, drainpipes, stovepipes, cigarette pants, pencil pants, skinny pants or skinnies.

小脚裤，又稱窄腳褲，是裤管部分窄小的裤子，男女都可以穿着。小脚裤的最大特点就是紧密贴合身材，使用的面料都是弹性较好的，可使腿部看起来更加修长。小脚裤的裤腰多为低腰和中腰版型。
小脚裤的搭配也是多样化的，搭配休闲T恤时彰显出青春活力；搭配西装也能使得在严肃中透出一种随性的元素；可以根据个人的喜好来随意搭配出自己的风格。